# Aleksandar Spirovski
Aleksandar Spirovski (en serbe : Александар Спировски, né le 16 août 1978 à Belgrade, alors en RFS de Yougoslavie) est un joueur serbe de volley-ball. Il mesure 2,03 m et joue attaquant. Il totalise 45 sélections en équipe de Serbie-et-Monténégro.

## Clubs
| Club                     | De        | À         |
| ------------------------ | --------- | --------- |
| Partizan Belgrade        | 1997-1998 | 2002-2003 |
| Berlin Recycling Volleys | 2003-2004 | …         |

## Palmarès
- Championnat d'Allemagne (5)
  - Vainqueur : 2003, 2004, 2012, 2013, 2014
  - Finaliste : 2008, 2011
- Coupe de Serbie
  - Finaliste : 2000